# Амлікон-Біссегг
Амлікон-Біссегг (нім. Amlikon-Bissegg) — громада  в Швейцарії в кантоні Тургау, округ Вайнфельден.

## Географія
Громада розташована на відстані близько 140 км на північний схід від Берна, 12 км на схід від Фрауенфельда.
Амлікон-Біссегг має площу 14,5 км², з яких на 8,5% дозволяється будівництво (житлове та будівництво доріг), 68% використовуються в сільськогосподарських цілях, 22% зайнято лісами, 1,5% не є продуктивними (річки, льодовики або гори).

## Демографія
2019 року в громаді мешкало 1341 особа (+6,3% порівняно з 2010 роком), іноземців було 10,8%. Густота населення становила 93 осіб/км².
За віковим діапазоном населення розподілялося таким чином: 18,6% — особи молодші 20 років, 64,6% — особи у віці 20—64 років, 16,9% — особи у віці 65 років та старші. Було 566 помешкань (у середньому 2,3 особи в помешканні).
Із загальної кількості 505 працюючих 148 було зайнятих в первинному секторі, 129 — в обробній промисловості, 228 — в галузі послуг.